# 비치 바니즈
《비치 바니즈》(Buford's Beach Bunnies)는 미국에서 제작된 마크 피로 감독의 1993년 코미디 영화이다. 짐 행크스 등이 주연으로 출연하였고 앤드류 W. 가로니 등이 제작에 참여하였다.

## 출연

### 주연
- 짐 행크스
- 리키 브랜도

### 조연
- 모니크 페런트
- 수잔 아거
- 바렛 쿠퍼
- 이나 로저스
- 찰리 로스만
- 애덤 왈
- 로빈 웹
- 벳티나 브랜카토
- 데이빗 다미앙
- 헨리 카판나
- 아론 스틸
- 존 캘런
- 키튼 나티비더드
- 린다 허니맨
- 다이안 포니어
- 브루스 헤인시우스
- 스티븐 포펠
- 알렉산더 코르테스
- 토니 가에타노
- 스테파니 앤더슨
- 주마 제이
- 리사 페르난데즈
- 토니 치체티
- 켄트 버틀러
- 짐 브루스
- 케이틀린 레비츠키
- 에이버리 웨이스브렌
- 에릭 메기슨
- 스티브 길럼
- 리처드 더비 앳윌
- 리처드 세렌코
- 조나단 판
- 오리 테퍼
- 타이르 린 메츠
- 민디 하이거
- 레이첼 야신
- 마이클 알렉산더
- 데이빗 로빈슨
- 아발론 앤더스
- 밥 살레즈
- 니콜라스 굴딩
- 제시 스틸스
- 리사 월터스
- 마크 피로
- 폴 맥
- 크레이그 리처즈

## 기타
- 조감독: 행크 글로버
- 조감독: 존 키퍼
- 미술: 린다 존스
- 의상: 제롬 커티스
- 분장부문: 빅키 톨러
- 배역: 브래드 웨이스브렌
- 프로덕션매니저: 데일 라슨
- 프로덕션매니저: 세리 미나시안스